# Col de Madaméte
Le col de Madaméte  est un col de montagne pédestre des Pyrénées à 2 508 mètres d'altitude entre le Lavedan et la vallée d'Aure, dans le département français des Hautes-Pyrénées en Occitanie.
Il relie la vallée de Barèges et la vallée d'Aure.

## Géographie
Le col de Madaméte est situé entre le pic de Madaméte (2 657 m) à l’ouest et le pic d'Estibère (2 663 m) à l’est. Il surplombe au nord-est le lac de Madamette (2 299 m) et le laquet de Madaméte (2 373 m) et au sud les lacs d'Aubert (2 148 m) et d'Aumar (2 192 m).

### Hydrographie
Le col délimite la ligne de partage des eaux entre les bassins de l'Adour côté ouest et de la Garonne côté est, qui se déversent dans l'Atlantique.

## Protection environnementale
Le col fait partie d'une zone naturelle protégée, classée ZNIEFF de type 1 et de type 2.

## Voies d'accès
Le versant nord est accessible par le sentier de grande randonnée GR 10. Il faut ainsi emprunter, depuis le parking du pont de la Gaubie, à l'ouest du col du Tourmalet, une section du GR10. Après environ 2 km, le GR10 continue sur la gauche tandis qu'un sentier montant à droite permet d'accéder au lac dets Coubous. Ce sentier continue jusqu'au lac de Tracens puis au col. Le versant sud est accessible par le GR 10 au niveau des lacs d'Aubert et d'Aumar, notamment en passant au refuge d'Aygues-Cluses.